# Rusmir Halilović
Rusmir Halilović (Tuzla, 17 luglio 1986) è un pallavolista bosniaco.
Gioca nel ruolo di palleggiatore nel Narbonne.

## Carriera
Dopo quattro anni nel Nice Volley-Ball, durante i quali riceve le prime convocazioni dalla nazionale della Bosnia-Erzegovina, viene tesserato dall'Association Sportive Cannes Volley-Ball, dove nella stagione 2008-09 esordisce nelle competizioni europee, più precisamente nella Coppa CEV. Successivamente passa al Gazélec Football Club Olympique Ajaccio, disputando quattro campionati, intramezzati da un prestito al Nantes Rezé Métropole Volley. Dopo una parentesi di pochi mesi nel Club Alès en Cévennes Volley-Ball viene ingaggiato dallo Stade Poitevin Volley Beach, militante nel Pro B, seconda serie francese.
Nella stagione 2016-17 si accasa al neopromosso Nice, in Ligue A, mentre nella stagione successiva è al Narbonne, in Ligue B.